# Ulugh Beg-Observatorium

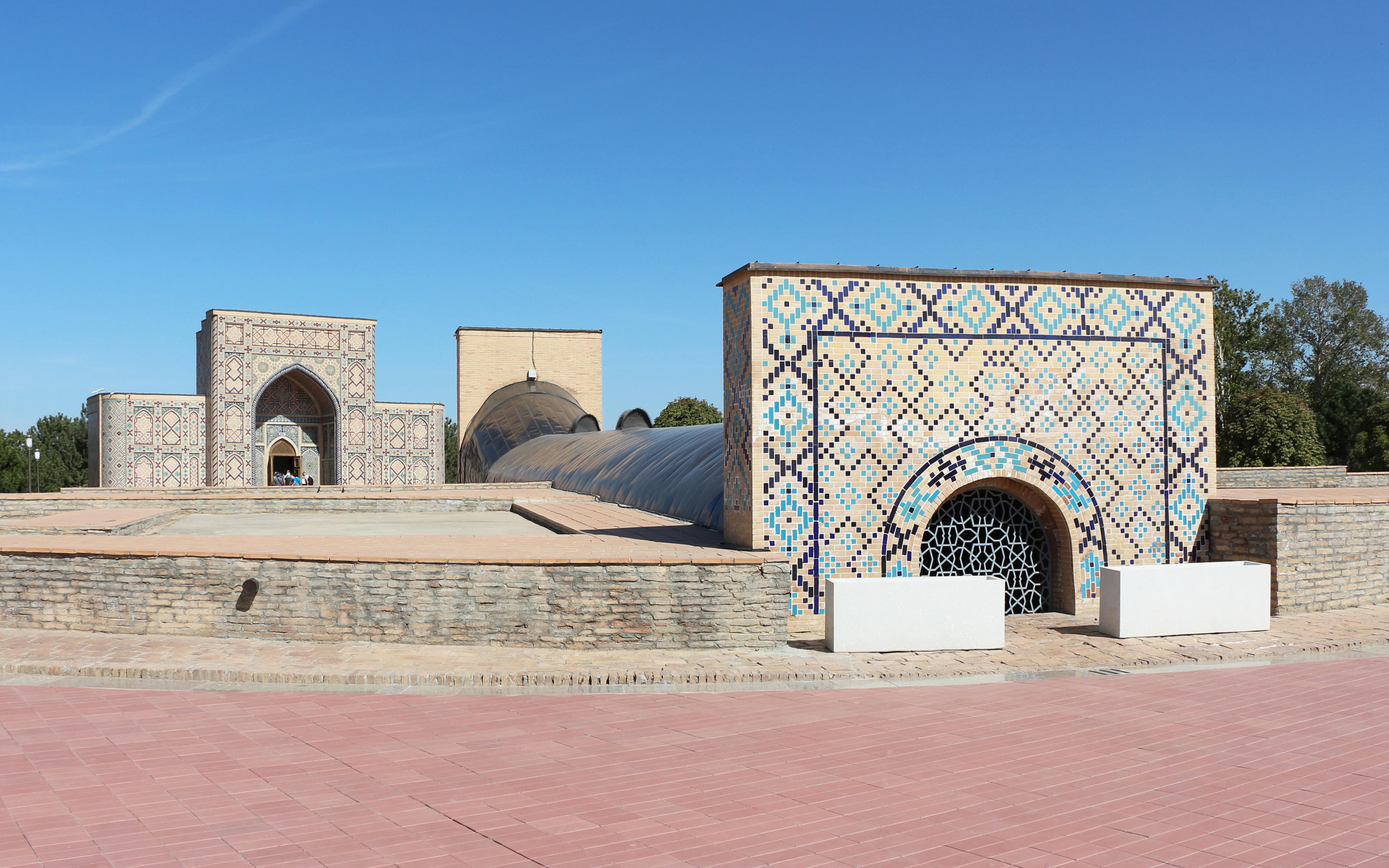
Ulugbek-Observatorium

Das Ulugbek-Observatorium (usbekisch Ulugʻbek rasadxonasi) ist ein vom timuridischen Herrscher und Astronom Ulugbek (1394–1449) errichtetes Observatorium im Nordosten der usbekischen Stadt Samarkand.

## Beschreibung

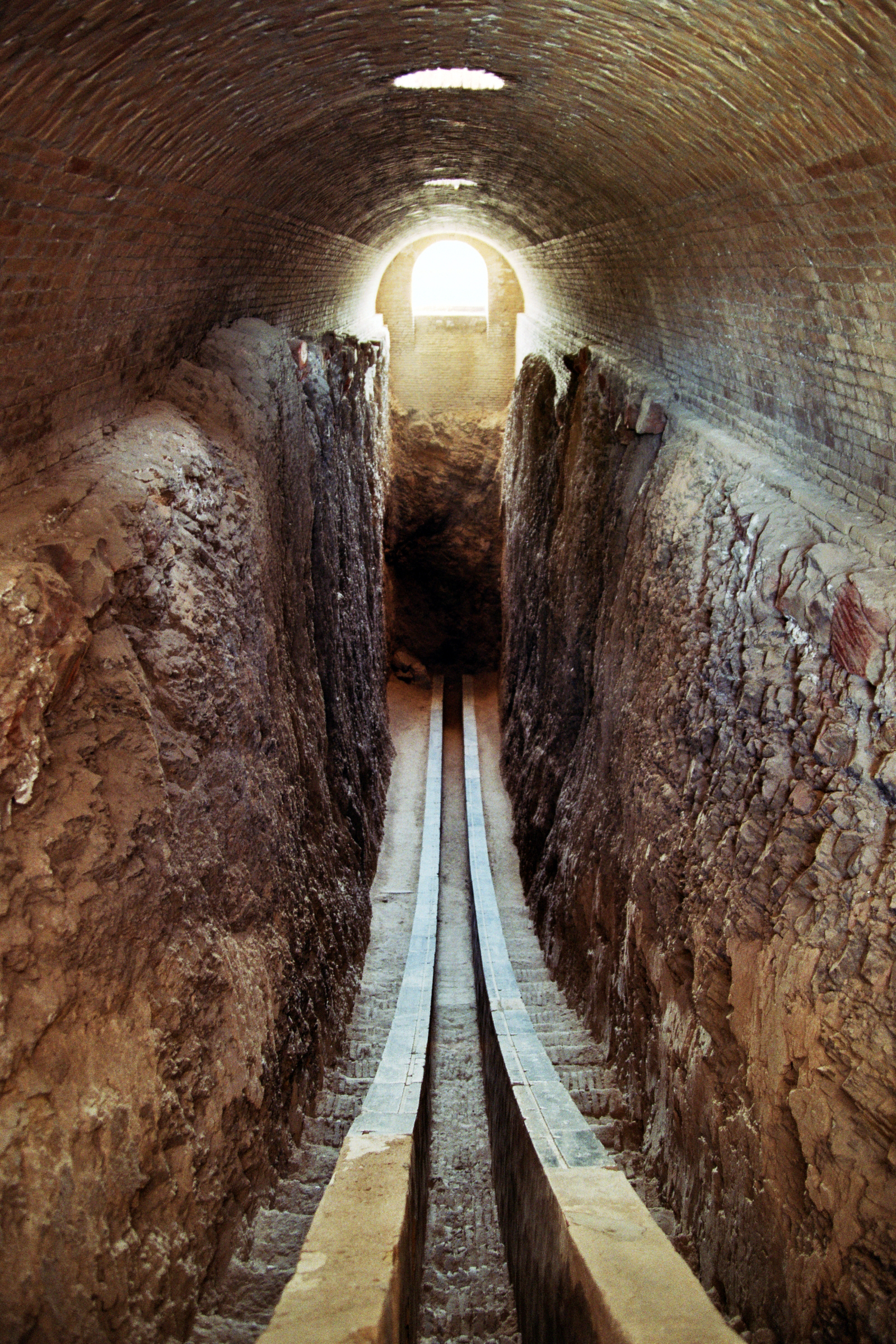
Erhaltener unterirdischer Teil des Sextanten

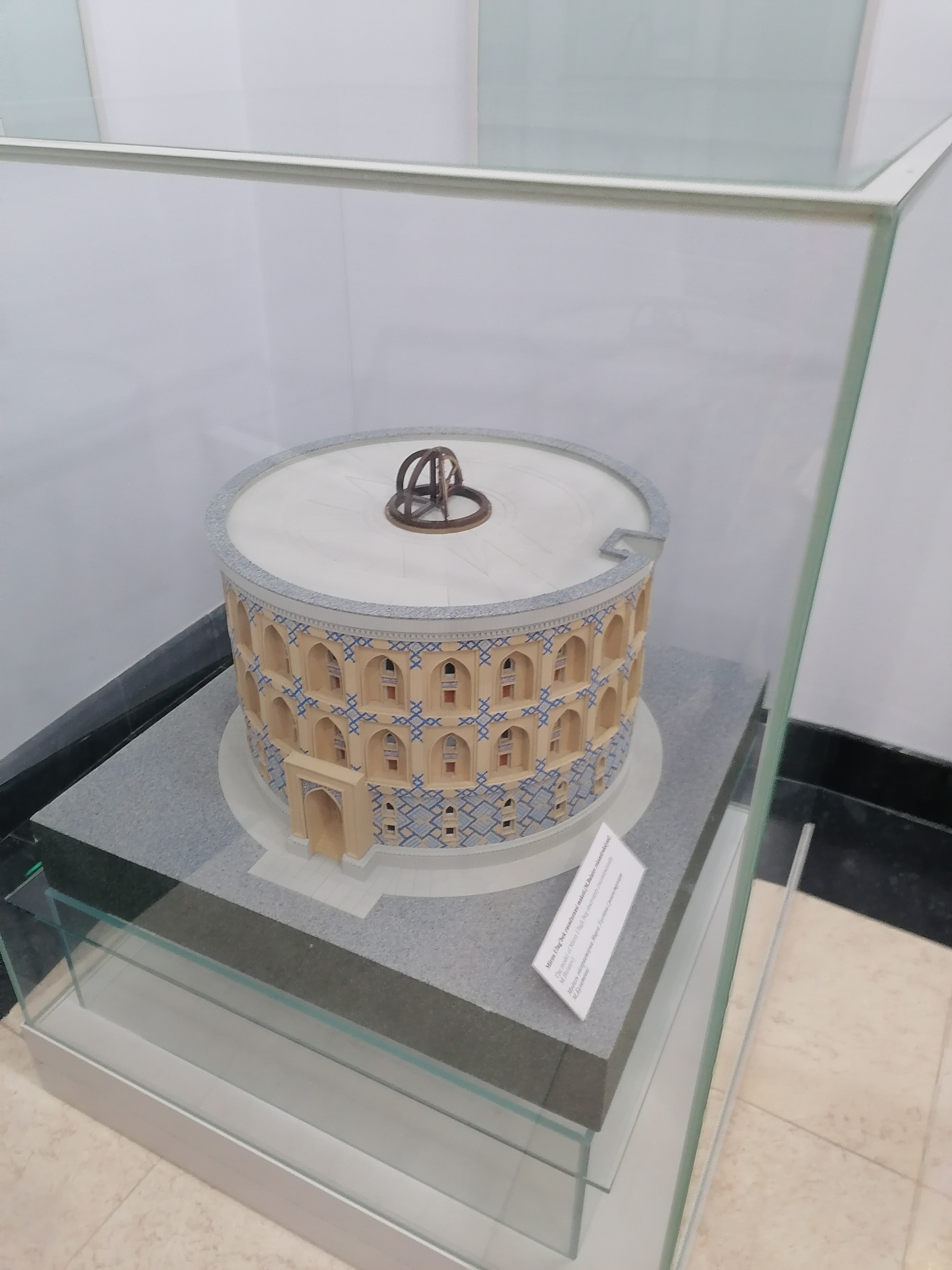
Modell des zerstörten, oberirdischen Teils

Das Observatorium wurde 1424–1428 von dem Timuriden-Fürsten Ulugh Beg (usbekisch Mirzo Ulugʻbek) für die Beobachtungen der Astronomen an der Ulugbek-Madrasa errichtet. Als Vorbild diente das Observatorium, das der Ilchan Hülegü für Nasir ad-Din at-Tusi in Maragha in der persischen Provinz Āzarbāydschān hatte errichten lassen. Es war ein dreistöckiger Rundbau von 46 m Durchmesser und 30 m Höhe. Da Teleskope zur genauen Beobachtung noch nicht bekannt waren, verbesserte er die Genauigkeit der Beobachtungen durch die Verlängerung des Fakhri Sextanten auf einen Radius von etwa 36 Metern. Daneben gab es noch kleinere Instrumente wie eine Armillarsphäre.
Durch langjährige Beobachtungen der Sonne mit dem Sextanten bestimmten Ulugh Beg und seine Astronomen al-Kaschi und Qadi Zada die Schiefe der Ekliptik zu 23° 30' und 17″ (entspricht dem damaligen Wert auf wenige Gradsekunden) und das siderische Jahr zu 365 Tagen 6 Stunden 10 Minuten und 8 Sekunden (mit einer Abweichung von 58 Sekunden verglichen mit dem heutigen Wert). Diese Genauigkeit ist vergleichbar der Bestimmung des tropischen Jahrs zu 365 Tagen 5 Stunden 49 Minuten und 20 Sekunden (Abweichung 35 Sekunden) durch den chinesischen Astronomen Guo Shoujing mit einem 10 Meter hohen Gnomon am Gaocheng-Observatorium nahe Dengfeng, die er 1278 zur Erstellung des Shou Shi Kalenders durchführte. Auch untersuchten sie die Präzession der Äquinoktien.
Die mathematischen und astronomischen Arbeiten wurden im Zidsch-i-Sultani zusammengefasst. Er enthält die mathematischen Grundlagen (wie Tabellen trigonometrischer Funktionen), die Beobachtungsmethoden, Tabellen der Planetenbewegungen, astrologische Kapitel und einen neuen Sternkatalog. Aufbauend auf al-Kaschis Sternkatalog Chagani Zidsch stellten die Astronomen in den Jahren 1420 bis 1437 einen Sternkatalog mit 1018 Sternen mit Positionsangabe zusammen. 992 Sterne wurden in Samarkand selbst vermessen; der Katalog wurde ergänzt durch 26 Sterne aus Al-Sufis Katalog von 964, die von Samarkand aus nicht beobachtet werden können. Dies ist der erste Katalog seit Ptolemäus, der auf neuen Messungen beruhte. Davor hatten die muslimischen Astronomen die Sterntafeln im Wesentlichen aus dem Almagest übernommen und auf Präzession korrigiert. Die Genauigkeit übertraf mit einer mittleren Abweichung von 11 Bogensekunden bei den Längen und 8 in den Breiten den Almagest (58 bzw. 37 Sekunden) deutlich und wurde erst über hundert Jahre später von Tycho Brahe übertroffen.
Nach Ulug Begs Ermordung wurde das Observatorium zerstört, doch konnte der Astronom Ali al-Quschdschi (gest. 1474) mit einer Kopie der Sterntafeln nach Täbris entkommen. Später lehrte er an der Medresse an der Hagia Sophia in Istanbul. Von dort gelangten die Tafeln nach Westeuropa. In Istanbul nahm Taqi ad-Din um 1575 Ulug Begs Observatorium als Vorbild für die Sternwarte des osmanischen Sultans Murad III. Es war auch das Vorbild für die fünf Observatorien, Jantar Mantars, die der Maharadscha Jai Singh II. (1688–1743) in Delhi, Ujjain, Mathura, Varanasi und Jaipur errichtete. Sein größtes Instrument erreichte 27 m Höhe.
Lediglich der unterirdische Teil des Sextanten blieb erhalten und wurde 1908 von Vassily Lavrentyevich Vyatkin entdeckt und ausgegraben. Der russische Astronom Schtscheglow untersuchte die Kontinentaldrift durch Vergleich der historischen Meridianausrichtung des Sextanten mit der heutigen Lage des Meridians. Das Astronomische Institut „Ulugbek“ der Usbekischen Akademie der Wissenschaften und die Staatsuniversität Samarkand unterhalten seit 2006 ein Lehrobservatorium in Samarkand.